# Gare de Lencloître
La gare de Lencloître est une gare ferroviaire française de la ligne de Loudun à Châtellerault, située sur le territoire de la commune de Lencloître, dans le département de la Vienne, en région Poitou-Charentes.
Mise en service en 1886 par l'Administration des chemins de fer de l'État elle est définitivement fermée au service des voyageurs en 1946 et la ligne, fermée à tout trafic en 1987 est déclassée en 1992. Depuis une voie verte a remplacé la ligne ferroviaire et le bâtiment voyageurs et la halle à marchandises ont été réaffectés à d'autres activités.

## Situation ferroviaire
Établie à 77 mètres d'altitude, la gare de Lencloître est située au point kilométrique 32,1 de la ligne de Loudun à Châtellerault, entre les gares de Cernay - Doussay et de Saint-Genest-d'Ambière.
L'ensemble de ces installations est déclassé du service ferroviaire.

## Histoire
La gare de Lencloître est mise en service le 20 septembre 1886, le lendemain de l'inauguration, par l'Administration des chemins de fer de l'État. La gare dispose d'un bâtiment voyageurs de quatrième classe avec quatre ouvertures en façade, une halle à marchandises et divers autres équipements comme notamment : des quais, un abri, une lampisterie et des toilettes.

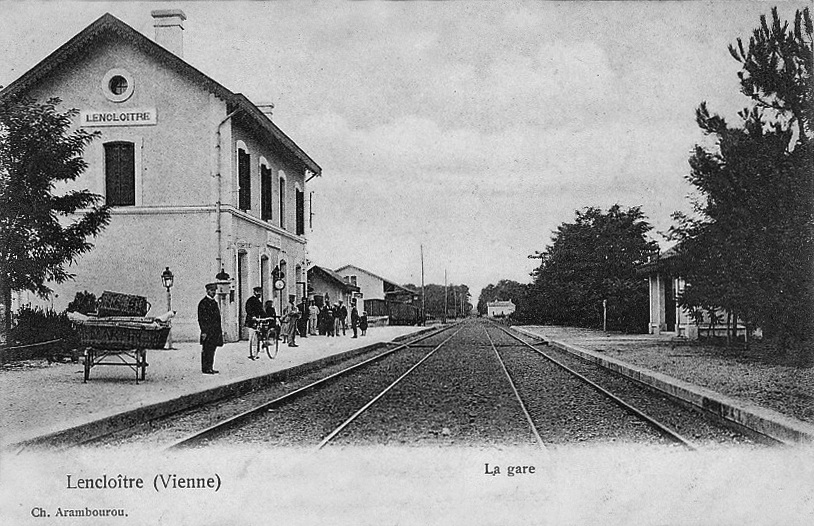
La gare vers 1900.

En 1904, le trafic annuel de la gare est de 55 018 voyageurs et pour les marchandises de 10 673 tonnes et 13 764 bestiaux.
De 1913 à 1932, Lencloître dispose d'une autre gare à l'une des extrémités de la ligne à voie métrique de Lencloître à Lusignan du réseau de chemin de fer secondaire du département  exploité par la société anonyme Voies ferrées économiques du Poitou (VFEP).
En 1934 l'ancien bâtiment de la gare du réseau départementale, situé à proximité, racheté par l'Administration des chemins de fer de l'État est aménagé pour le logement de deux employés du réseau.
Comme la ligne, la gare est officiellement fermée au service des voyageurs par la loi de coordination du 15 mai 1939. Néanmoins ce service est rétabli pendant la Seconde Guerre mondiale, le 22 mai 1944 puis arrêté en 1946. Seul le trafic marchandises est assuré.
La section de Châteauneuf à Lencloître est fermée le 26 septembre 1980 et la dernière section en service entre  Bouchet et Lencloître, est fermée le 1er juin 1987. La ligne est déclassée en 1992.
En 2001, l'ancienne ligne ferroviaire, déferrée devient la « ligne verte » aménagée en piste cyclable et sentier de randonnée pédestre.

## Patrimoine ferroviaire
L'ancien bâtiment voyageurs, devenu une habitation privée, et la halle à marchandises sont toujours présents sur le site de l'ancienne gare.